# Râul Valea lui Odobescu
Râul Valea lui Odobescu este un curs de apă, afluent al râului Gerului. 